# Johannes Reuter (Weihbischof)
Johannes Reuter OCarm, auch Johann Reuter, (* etwa 1481 in Ravensburg; † 8. Februar 1536 in Würzburg) war ein deutscher Geistlicher.
Reuter trat den Orden der Karmeliter bei.
Papst Clemens VIII. ernannte ihn am 9. Oktober 1528 zum Titularbischof von Hippos und Weihbischof in Würzburg.